# Taourirt Ighil
Taourirt Ighil è un comune dell'Algeria, situato nella provincia di Béjaïa.